# Jacques Delen
Jacques Joseph Marie Claire Jean baron Delen (17 oktober 1949) is een Belgisch bankier en bestuurder. Hij is voorzitter van de raad van bestuur van Delen Private Bank, een bank gespecialiseerd in vermogensbeheer voor private klanten.

## Levensloop
Jacques Delen is een zoon van André Delen, die in 1936 Delen & C° oprichtte. Hij werkte als wisselagent in het wisselkantoor van zijn vader en kwam in 1975 aan het hoofd van de vennootschap te staan. Onder zijn leiding groeide deze uit tot een private bank, die sinds 1992 deel uitmaakt van de holding Ackermans & van Haaren. Sindsdien is hij ook bestuurder van Ackermans & van Haaren. In 2011 volgde hij Alain Dieryck als voorzitter van de raad van bestuur van Ackermans & van Haaren op. In 2016 volgde Luc Bertrand hem op. Delen bleef wel nog lid van de raad van bestuur. In 2014 zette hij een stap opzij als CEO van Bank Delen. Hij werd vervangen door Paul De Winter, maar bleef voorzitter van de raad van bestuur van de bank. Zijn zoon Alexandre werd dat jaar ook bestuurder van Bank Delen.
Hij bekleedt ook bestuursmandaten bij Bank J. Van Breda en Co en Sipef.
In 2016 werd Delen opgenomen in de erfelijke adel met de persoonlijke titel baron.